# Arrest Picus/Smallingerland
Het arrest Picus/Smallingerland (HR 29 september 1961, NJ 1962/14) of kortweg Picus-arrest, is een arrest van de Nederlandse Hoge Raad dat betrekking heeft op eigendomsvoorbehoud en levering c.p. door een houder, dat wil zeggen door iemand die de te leveren goederen voor een ander houdt.
De naam van het arrest, Picus/Smallingerland, is een uitzondering op de conventie dat de eiser in het cassatieberoep, de gemeente Smallingerland, als eerste wordt genoemd.

## Casus
Betrokkenen:
- NV Houtindustrie 'Picus', leverancier van houten deuren
- NV Steenbergen (bouw- en handelsmaatschappij), de aannemer
  - de curatoren in het faillissement
- Gemeente Smallingerland, de aanbesteder.

NV Steenbergen is aannemer van de bouw van een aantal woningen voor de gemeente Smallingerland. Het bouwwerk staat op grond die eigendom is van de gemeente. Voor dit werk heeft Picus houten deuren geleverd. De gemeente is –onbetwist– eigenaar van de deuren die reeds in het bouwwerk zijn geplaatst. Een deel van de deuren is nog niet in het bouwwerk geplaatst als de aannemer het half voltooide bouwwerk verlaat, vanwege financiële problemen welke uiteindelijk tot een faillissement hebben geleid. Picus maakt aanspraak op de niet-geplaatste deuren op grond van een eigendomsvoorbehoud bij de levering. De gemeente maakt aanspraak op dezelfde deuren op grond van
- feitelijke levering aan de gemeente doordat de deuren zijn afgeleverd op de bouwplaats die eigendom is van de gemeente;
- een bepaling in de "algemene voorschriften", volgens welke bepaling alle op het werk aangevoerde bouwstoffen, zodra zij zijn goedgekeurd, eigendom worden van de gemeente.

## Rechtsvraag
Wat betreft de houten deuren is de aannemer krachtens eigendomsvoorbehoud houder voor de leverancier. Kan de aannemer middels levering c.p. de eigendom van deze deuren overdragen aan de aanbesteder?

## Procesgang
De vordering van de gemeente Smallingerland is in hoger beroep door het hof afgewezen. Het cassatieberoep is verworpen. Picus is dus eigenaar van de niet geplaatste deuren. 

## Hoge Raad
De Hoge Raad verwerpt de redenering van het hof en stelt daar een andere redenering voor in de plaats. Iemand die voor een ander houdt, kan niet door enkele wilsverandering zichzelf tot bezitter maken, aldus art. 592 BW (oud). Naar analogie kan iemand die voor een ander houdt, hem niet het bezit ontnemen door voor een derde te gaan houden. De Hoge Raad overwoog:

dat toch Steenbergen die als gevolg van een door Picus gemaakt eigendomsvoorbehoud houdster van de deuren voor Picus was, den eigendom van die deuren door middel van een levering door constitutum possessorium reeds daarom niet aan de gemeente heeft doen overgaan, omdat, evenals volgens artikel 592 [BW] degene die voor een ander houdt, niet door een enkele wilsverandering zichzelf tot een bezitter kan maken, zodanige houder evenmin door enkele overeenkomst met een derde kan maken en daarmede aan dengene, voor wien hij hield, het bezit ontnemen.

## Tot besluit
Het oordeel van de Hoge Raad is gecodificeerd in art. 3:111 BW (interversieverbod). Deze hoofdregel is in het arrest Nationaal Grondbezit/Kamphuis bevestigd, terwijl de Hoge Raad in dit laatste arrest tot een ander oordeel is gekomen wat betreft een aannemer die de bouwplaats verlaten heeft.